# بال‌کوتاه ابروسفید
بال‌کوتاه ابروسفید (نام علمی: Brachypteryx montana) نام یک گونه از سرده بال‌کوتاه‌ها است.